# Steve Gohouri
Lohoré Steve Ulrich Gohouri (8 de febrero de 1981-diciembre de 2015) fue un futbolista marfileño que jugaba como defensa. Su cuerpo sin vida fue encontrado en el río Rin, en Alemania.

## Clubes
| Club                      | País          | Año       |
| ------------------------- | ------------- | --------- |
| París Saint-Germain F. C. | Francia       | 1998-2000 |
| Bnei Yehuda               | Israel        | 2000      |
| Yverdon Sport             | Suiza         | 2000-2003 |
| F. C. Vaduz               | Liechtenstein | 2003-2005 |
| B. S. C. Young Boys       | Suiza         | 2005-2006 |
| Borussia Mönchengladbach  | Alemania      | 2007-2010 |
| Wigan Athletic F. C.      | Inglaterra    | 2010-2012 |
| Maccabi Tel Aviv F. C.    | Israel        | 2012-2013 |
| Skoda Xanthi              | Grecia        | 2013      |
| Rot-Weiß Erfurt           | Alemania      | 2014-2015 |
| TSV Steinbach             | Alemania      | 2015      |